# Jeffrey de Lange
Jeffrey de Lange (* 1. April 1998 in Amstelveen) ist ein niederländischer Fußballtorwart, der aktuell bei Olympique Marseille in der Ligue 1 unter Vertrag steht.

## Karriere

### Verein
De Lange begann seine fußballerische Ausbildung 2003 bei der VV Zwanenburg, ehe er im Sommer 2006 in die bekannte Jugendakademie von Ajax Amsterdam wechselte. In der Saison 2014/15 kam er zu seinem ersten und einzigem Saisonspiel für die U17-Mannschaft von Ajax. 2015/16 spielte er schon einige Male für die A-Junioren und gewann mit dem Team die Meisterschaft. Zudem stand er bereits bei der zweiten Mannschaft in der eersten Divisie im Kader. In der Spielzeit 2016/17 lief es für de Lange ähnlich, er wurde mit dem U19-Team Meister und Pokalsieger und stand erneut einige Male im Spieltagskader von Zweitligist Jong Ajax.
Im Sommer 2017 wechselte er dann zum FC Twente Enschede, wo er zunächst für die U21-Mannschaft eingeplant war. In dieser, welche eine Fusion mit der Reservemannschaft von Heracles Almelo ist, kam er 2017/18 dann auch zu 24 Einsätzen in Niederlandes vierter Liga. In der Folgesaison spielte er noch einige Spiele für die U21-Männer, stand aber überwiegend als zweiter Torwart bei den Profis im Kader, welche als Meister der zweiten Liga in die Eredivisie aufstiegen. Auch dort war er in der Saison 2019/20 zweiter Torhüter hinter Joël Drommel und kam zu keinem Profieinsatz. Exakt gleich verlief die Saison 2020/21 für de Lange, ohne Einsatz hinter Stammtorwart Drommel. Im Juli 2021 wechselte Drommel schließlich zum Ligakonkurrenten PSV Eindhoven, jedoch wechselte Lars Unnerstall von der PSV zu Twente und wurde dort zum neuen Stammspieler vor de Lange.  Jedoch stand Unnerstall gegen seinen Exverein nicht im Kader und so kam de Lange am 30. Oktober 2021 (11. Spieltag) gegen die PSV Eindhoven bei einer 2:5-Niederlage zu seinem Profidebüt in der Eredivisie. Insgesamt bestritt er in jener Spielzeit 2021/22 zwei Spiele für Twente.
Nach fünf Jahren in Enschede wechselte er innerhalb der Liga zu den 2021 aufgestiegenen Go Ahead Eagles Deventer. Dort war er auf Anhieb gesetzt zwischen den Pfosten und spielte in der Saison 2022/23 alle 34 Ligaspiele, wobei er in acht Partien ohne Gegentor blieb. Auch in der Meisterschaft 2023/24 absolvierte er all 34 Ligaspiele der Hauptrunde, in denen er dieses Mal elfmal „zu Null“ spielte. Zudem erreichte man mit den Adlern die Playoffs zur Conference League, welche im Finale gegen den FC Utrecht nach Verlängerung gewonnen werden konnten.
Nach zwei Jahren als Stammtorwart in den Niederlanden wechselte de Lange im Sommer 2024 nach Frankreich in die Ligue 1 zu Olympique Marseille, die zwei Millionen Euro Ablösesumme zahlten. Hier sollte er nach den Abgängen von Pau López und Simon Ngapandouetnbu zweiter Torhüter hinter Gerónimo Rulli werden.

### Nationalmannschaft
De Lange kam von 2013 bis 2017 zu diversen Junioreneinsätzen in Niederlandes Nachwuchsnationalmannschaft von der U15-Nationalmannschaft bis zum U20-Team. In den Jahren 2018 und 2019 wurde er noch einige Male für die U20-Nationalmannschaft berufen, jedoch nicht eingesetzt.

## Erfolge
FC Twente Enschede
- Niederländischer Zweitligameister: 2019 (ohne Einsatz im Kader)  ▲